# 울라디슬라우 트레탸크
울라디슬라우 바실료비치 트레탸크(우크라이나어: Владисла́в Васи́льович Третя́к, 1980년 2월 21일~)는 우크라이나의 은퇴한 펜싱 선수로 주 종목은 사브르이다. 2004년 하계 올림픽 개인전에서 동메달을 획득했다. 또한 세계 선수권 대회에서 은메달 1개, 동메달 1개, 유럽 선수권 대회에서 동메달 1개를 획득했다.